# Sun Yee On
Sun Yee On – największa na świecie triada. Ma około 50 tys. członków. Działa w Hongkongu, Chińskiej Republice Ludowej, Wielkiej Brytanii, Holandii i Stanach Zjednoczonych. Została założona przez Heunga China w 1919 roku. Organizacja zajmuje się przemytem narkotyków, hazardem, praniem brudnych pieniędzy, handlem bronią, prostytucją, przerzutem ludzi z biednych krajów do bogatych, włamaniami i kradzieżami. W latach osiemdziesiątych organizacja została bardzo osłabiona po skazaniu kilku z jej przywódców po zeznaniach Anthony’ego Chunga, byłego policjanta, który został członkiem organizacji, ale później odwrócił się od niej.
Triada pojawia się w wydanej w 2012 grze Sleeping Dogs, występuje tam pod nazwą Sun On Yee, a główny bohater, policjant Wei Shen usiłuje rozbić ją od wnętrza.